# Catocala nuptialis
Catocala nuptialis là một loài bướm đêm thuộc họ Erebidae. Nó được tìm thấy ở Manitoba phía nam qua Minnesota và Nebraska tới miền đông Oklahoma và Texas và phía đông đến Kentucky và Illinois.
Sải cánh dài 40–50 mm. Con trưởng thành bay từ tháng 6 đến tháng 9 tùy theo địa điểm. Có thể có một lứa một năm.
Ấu trùng ăn Amorpha canescens.